# Antiquorum habet fida relatio
Antiquorum habet fida relatio (en français : Un témoignage crédible des anciens) est une bulle pontificale émise le 22 février 1300 par le pape Boniface VIII. Il proclame une année jubilaire (année sainte) le 22 février 1300. Il s'agit du premier jubilé catholique.